# Klanes Unidos de América

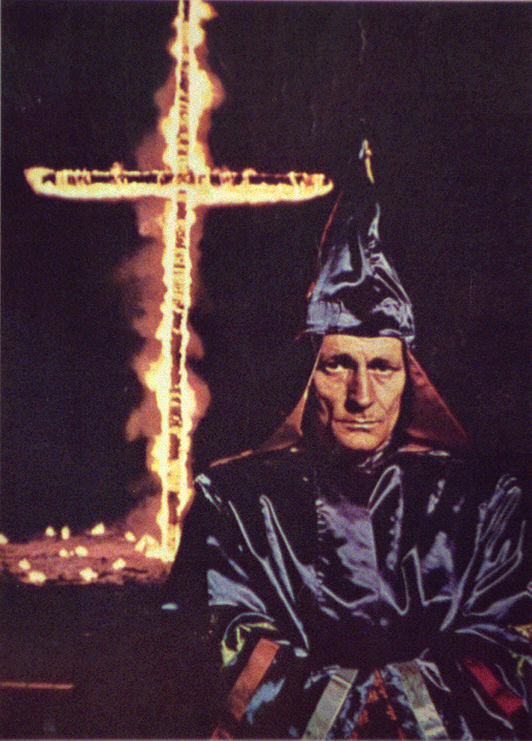
Robert M. Shelton, Mago Imperial y líder de los Klanes Unidos de América. Foto tomada en 1968.

Los Klanes Unidos de América (UKA), con sede Alabama, fue una de las organizaciones del Ku Klux Klan más grande de los Estados Unidos. Liderada por Robert Shelton, el UKA obtuvo su membresía hacia finales de la década de 1960 y comienzos de 1970, y fue la organización de Klan más violenta de su época. Su sede fue el Club Anglosajón, localizado en las afueras de Tuscaloosa, Alabama.
La organización ha sido responsable de numerosos actos terroristas, como el atentado en la Iglesia Bautista de la 16.ª Avenida, que acabó con la vida de 4 jóvenes niñas; el asesinato de Viola Liuzzo cerca de la ciudad de Selma en 1965, y el linchamiento del adolescente Michael Donald en Mobile en 1981. Debido a los cargos de homicidio y condenas, algunos de los miembros más célebres del UKA son Thomas E. Blanton, Jr., Bobby Frank Cherry, Herman Cash, Robert Chambliss, Bennie Hays, Henry Hays, y James Knowles. Robert Shelton falleció en 2003, en la ciudad de Tuscaloosa por un infarto de miocardio, a la edad de 73 años.
En 1987, el UKA fue demandada por daños civiles derivados con el asesinato de Michael Donald; las indemnizaciones que se vieron forzados a pagar bajo la presión de la corte, hizo que la organización se declarara en bancarrota. Muchos de los exmiembros de esta organización se unieron a otros grupos vinculados con el KKK, como el Verdadero Ku Klux Klan.

## Historia
Durante los movimiento por los derechos civiles en el Sur de los Estados Unidos, miembros del Klan de los Estados Unidos y del KKK unieron fuerzas en 1960para resistir y suprimir aquellos cambios sociales. En julio de 1961, Robert Shelton, hijo de un miembro del KKK se asentó en Alabama, luego de su dada de baja en la Fuerza Aérea de su país. Subió diversos peldaños dentro de la organización hasta convertirse en la figura dominante, es decir, el Brujo Imperial del UKA después de que su grupo, los «Caballeros de Alabama» se fusionaran con el «Imperio Invisible, Klanes Unidos, Caballeros del Ku Klux Klan de América, Inc», los Caballeros de Georgia, y las Unidades de Carolina, dando paso a la creación de los Klanes Unidos de América (UKA).
El aumento del activismo en la década de 1960, llevó a que el UKA alcanzará un auge en el ingresos de numerosos miembros y apoyo comprensivo, llegando a tener entre 26 000 a 33 000 miembros en los estados sureños en 1965. Con ello se transformó en la agrupación de KKK más grande del mundo, cuya organización estaba descentralizada. El estado en donde la organización fue más popular fue en Carolina del Norte, en la que durante 1966, residía más de la mitad de los miembros del grupo. El UKA difundía sus mensajes por medio de un boletín informativo llamado The Fiery Cross, el cual era impreso en Swartz, Luisiana. Sin embargo, la membresía comenzó a declinar luego de que el grupo estuviera vinculado a actos delictivos, y más cuando Shelton tuvo que cumplir 1 año de cárcel por desacato, ante el Congreso de los Estados Unidos en 1969. A comienzos de la década de 1970, la afiliación del UKA decreció hasta el punto de quedar solo entre 3500 y 4000 miembros. Algunos de sus miembros continuaron ejerciendo la violencia. Hacia mediados de la década de 1980, la membresía del grupo se redujo alrededor de 900 miembros.
En la década de 1990, el UKA experimentó un resurgimiento de la actividad de sus miembros, quienes regresaron tras la enseñanzas del Mago Imperial William Joseph Simmons, quién había fundado y liderado el segundo Ku Klux Klan entre 1915 y 1939.  Simmons Enseñó una clase de organización fraternal que está practicado por el UKA en el siglo XXI. Tiene varias agrupaciones activas en 29 estados, de acuerdo con el Southern Poverty Law Center. La cantidad de miembros del UKA es imprecisa. Se cree que su liderazgo es débil y cuyas actividades se basan solamente en prácticas ceremoniales, sin una clara agenda política.

## Atentado terrorista de la 16.ª Avenida

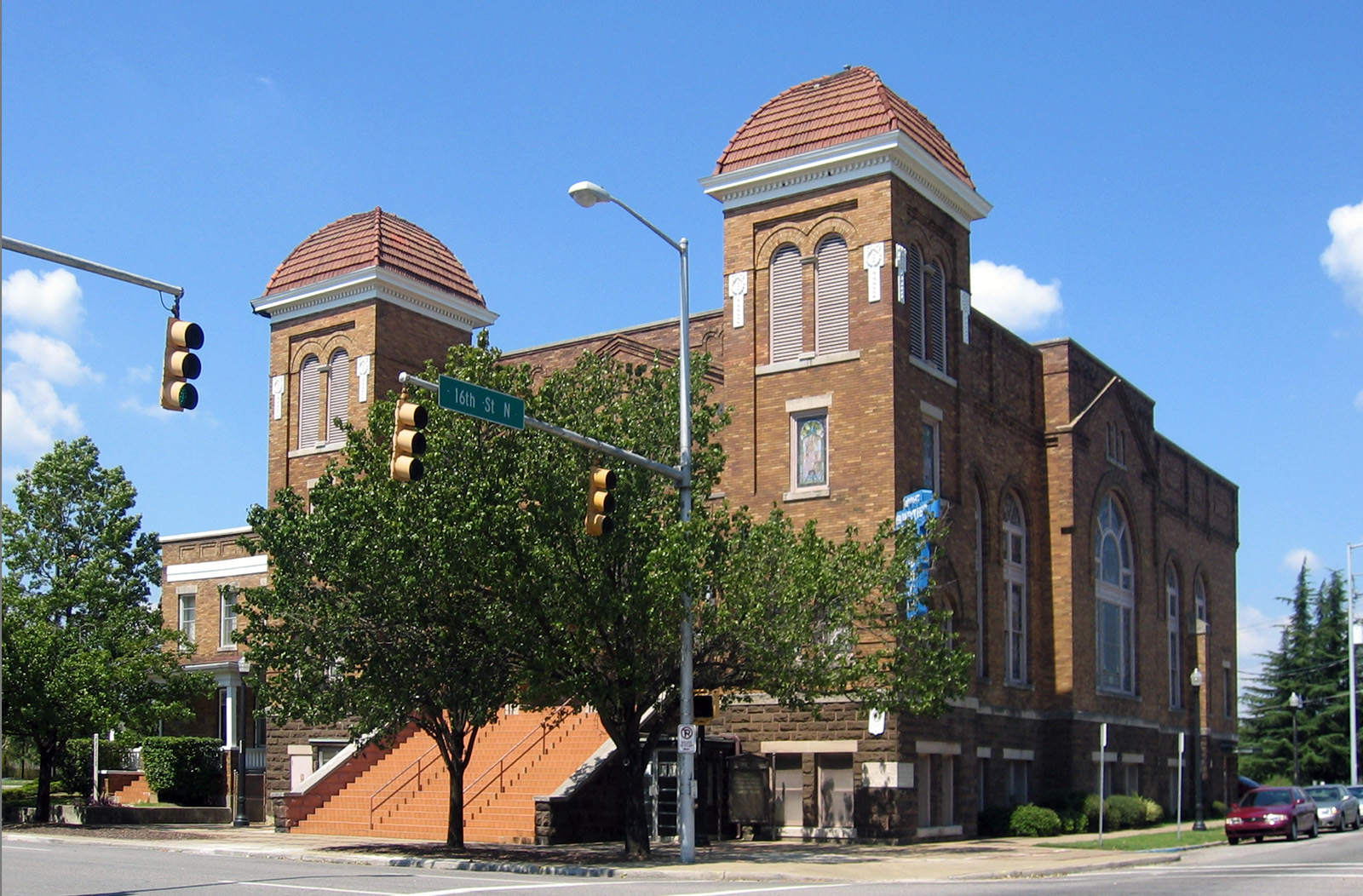
En 1963, Robert Chambliss instaló la bomba en los peldaños de la Iglesia Bautista de la 16.ª Avenida, que causó la muerte de 4 jóvenes niñas y 20 heridos.

La Iglesia Bautista de la 16.ª Avenida en Birmingham, Alabama tenía una fuerte congregación y fue sede del activismo para numerosas personas relacionadas al movimiento por los derechos civiles en la ciudad, que incluyó la participación de la Conferencia Sur de Liderazgo Cristiano, quienes colaboraban con la organización del movimiento. Muchos personas marcharon desde la iglesia en 1963, en protesta de la segregación racial en los negocios y espacios públicos. En un domingo en septiembre de 1963, una bomba estalló en la iglesia durante sus servicios, asesinando a 4 jóvenes niñas: Denise McNair (11 años), Carole Robertson (14 años), Cynthia Wesley (14 años), y Addie Mae Collins (14 años). Otros 20 feligreses resultaron heridos tras la explosión. La hermana de Mae Collins perdió un ojo como parte del atentado terrorista.
Los testigos dijeron que vieron a un hombre blanco colocando una caja debajo de las escaleras de la iglesia, poco después de haberse bajado de su auto Chevrolet. La policía arrestó a Robert Chambliss, miembro del UKA, después de que fuera identificado por un testigo, y fue acusado de homicidio, además de «…poseer una caja de 122 cartuchos de dinamita sin permiso». El juicio se llevó a cabo en octubre, pero Chambliss no fue condenado de asesinato. Recibió una multa de cien dólares y fue condenado a 6 meses de cárcel por posesión ilegal de dinamita. Fue juzgado nuevamente cuándo Bill Baxley, fiscal general del estado de Alabama, se percató de que gran parte de la evidencia que el FBI tenía en contra de Chambliss no fue utilizada durante el juicio original. El estado juzgó a Chambliss, quién en 1977 fue condenado por el asesinato de las 4 niñas, y sentenciado a cadena perpetua a la edad de 73 años, donde finalmente falleció. Chambliss jamás se responsabilizó por el atentado terrorista.
El 16 de mayo de 2000, los sospechosos restantes fueron procesados. El jurado condenó a los miembros del UKA, Robert Chambliss, Thomas E. Blanton, Jr., y Bobby Frank Cherry de instalar los 16 cartuchos de dinamita que fueron utilizados en el atentado terrorista en la Iglesia Bautista de la 16.ª Avenida. En 2001, Thomas E. Blanton, Jr., fue condenado a prisión perpetua tras el juicio, bajo el cargo de homicidio. En 2002, Bobby Frank Cherry también fue declarado culpable por el asesinato, y también recibió cárcel de por vida.

## Asesinato de Viola Liuzzo
En 1965, una mujer blanca de 39 años del Norte llamada Viola Liuzzo, decidió ir a ayudar al movimiento por los derechos de sufragio en Selma, Alabama. Ayudó a la Conferencia Sur de Liderazgo Cristiano bajo diversas formas. Durante la tercera marcha, en la que miles de personas acudieron a Selma para participar, ella ayudó a dirigir a los manifestantes hacia el recorrido de la larga ruta, de la que tomó varios días. Finalmente condujo a los manifestantes de vuelta a Selma, luego de que finalizara la marcha en la capital de Alabama, Montgomery. El 25 de marzo de 1965, cuando estaba realizando su último viaje hacia Montgomery junto con Leroy Moton, joven afroamericana de 19 años, para recoger a los manifestantes, 4 miembros de la UKA las vieron mientras estaban detenidas ante un semáforo en luz roja. Siguieron a la pareja en vehículo, llegando finalmente hacia un lado de este, y abrieron fuego hacia las mujeres. Moton sobrevivió a los disparos, haciéndose pasar por fallecida, pero Liuzzo falleció a causa de las heridas. Collie Wilkins, William Orville Eaton, Eugene Thomas, y Gary Thomas Rowe fueron detenidos al día siguiente. Wilkins, Eaton, y Thomas fueron procesados baja la nueva Ley de Derechos Civiles de 1964, recibiendo un condena de 10 años de cárcel. Rowe fue revelado como informante del FBI.

## Linchamiento de Michael Donald
Después de que Josephus Andersonan, un afroamericano de Mobile, Alabama, acusado de asesinar a un oficial de policía blanco fuese absuelto en 1981, provocó que fuese el motivo para que un grupo de individuos diesen muerte a Michael Donald, un joven afroamericano de 19 años, el 21 de marzo de ese año.
El miembro UKA Bennie Hays culpó al jurado, afirmando que la absolución de Andersonan se debió a que el jurado estaba integrado por afroamericanos. Hays dijo que iba a matar a un afroamericano como represalia. El 21 de marzo, su hijo Henry Hays y otro joven miembro del UKA, James Knowles, decidieron tomar medidas, y manejaron en búsqueda de una víctima. Encontraron a Michael Donald caminando por la calle y lo forzaron a subirse a su automóvil. Después de secuestrarlo, ellos lo llevaron hasta el límite del condado, en donde Hays y Knowles asesinaron a Donald, ahorcándolo en un árbol.
Durante la investigación, la policía concluyó que el asesinato estuvo vinculado con las drogas, pero la madre de Donald, Beulah Mae Donald, sabía que su hijo no estaba involucrado con las drogas, y decidió tomar cartas en el asunto. Finalmente recurrió con el activista nacional Jesse Jackson de Chicago. Thomas Figures, abogado del distrito de Mobile, contactó con el FBI para encargarse del caso conforme a la ley federal de derechos civiles. Knowles rápidamente confesó el homicidio. En 1983, James Knowles del UKA  Klavern 900 en Mobile, fue condenado por el asesinato de Michael Donald en 1981. Había sido condenado a prisión perpetua, pero se le otorgó la libertad, 17 años después del homicidio. Durante el juicio, Knowles dijo que él y Henry Hays asesinaron a Donald «para demostrar la fuerza del Klan en Alabama».
En 1987, el Southern Poverty Law Center (SPLC) presentaron un caso civil en nombre de la familia Donald contra los Klanes Unidos de América, por ser los responsables del linchamiento de Donald. Al no poder pagar los $7 millones de dólares otorgados por el jurado, el UKA se vio forzado a entregar su sede nacional hacia la madre de Donald, quién vendió la propiedad. Esta demanda causó la bancarrota del UKA. La organización se desintegró en 1987.
Durante el juicio civil, Knowles dijo que «estaba cumpliendo las órdenes» de Bennie Jack Hays, el padre de Henry Hays, y durante mucho tiempo, teniente de Shelton. El juicio finalizó con un veredicto culpable, y Knowles, acusado de «…violar los derechos civiles de Donald…», fue condenado a cadena perpetua. Hays fue acusado pocos meses después con el asesinato de Donald, en donde fue declarado culpable, y sentenciado a la pena de muerte. Hays fue finalmente ejecutado en junio de 1997. Habían pasado 80 años en Alabama, desde que un hombre blanco había sido ejecutado, «…por un crimen contra un afroamericano…».

## Otras actividades

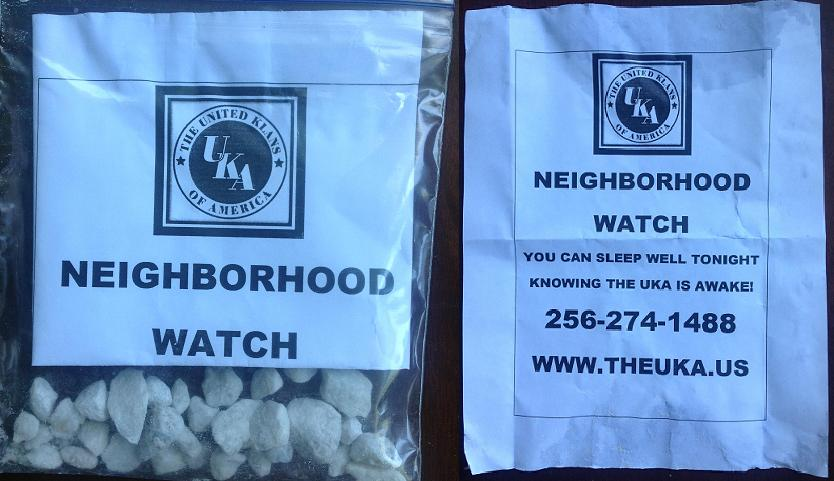
El 29 de junio de 2013, se hallaron diversos folletos durante la noche, en las entradas de numerosas residencias en Burien, ubicada a 16 kilómetros al sur de Seattle, Washington. En ellos decían: «Los Klanes Unidos de América vigilan a sus vecinos (UKA). Pueden dormir bien sabiendo que el UKA está despierto».

En la primavera de 1979, 20 miembros del UKA fueron acusados en Birmingham, Alabama por diversos episodios de violencia racial en el Condado de Talladega, Alabama. Tres se declararon culpables, mientras que otros 10 fueron declarados culpables. Uno de los episodios de violencia racial incluía, «...disparar a los hogares de los oficiales de la Asociación Nacional para el Progreso de las Personas de Color».
En 1998, se presentó una demanda en contra de Roy Frankhouser, Gran Dragón del UKA en Pensilvania. Había estado acosando a Bonnie Jouhari, una mujer blanca que trabajaba en el Consejo de Relaciones Humanas Reading-Berks en el estado de Pensilvania. Su trabajo se basaba en ayudar a personas que habían sido víctimas u objetivo de discriminación. Frankhouser amenazó a Jouhari y a su hija Pilar D. Horton. Después de que Jouhari intentara de denunciar de forma fallida a Frankhouser, el SPLC decidió representar a Jouhari. El caso terminó condenando a Frankhouser a que cumpliera servicio comunitario total, ofreciendo disculpas públicas hacia Jouhari y su hija, y completando una cierta cantidad de horas en entrenamiento de sensibilidad.
Durante el verano de 2013, se encontraron folletos que pretendían ser de la UKA en Milford, Connecticut. Los folletos anunciaban una vigilancia de vecindario, y les decían a los residentes de que pudieran «dormir tranquilamente» sabiendo que el UKA estaba patrullando. Estas acciones fueron condenadas por las autoridades de la ciudad y del estado. El 29 de junio de 2013 también se encontraron folletos con el mismo mensaje en las entradas de varias casas en Burien, Washington, 16 kilómetros al sur de Seattle. El incidente fue reportado al Southern Poverty Law Center y la Policía de Burien. De acuerdo a la sede regional de la Liga de Antidifamación, los responsables de la difundación de folletos vinculados al UKA, no estuvieron relacionados con la ya antigua y extinta organización.